# John Linnell (Maler)
John Linnell (* 16. Juni 1792 in Bloomsbury, heute London; † 20. Januar 1882 in Redhill, Surrey) war ein englischer Grafiker sowie Porträt- und Landschaftsmaler.

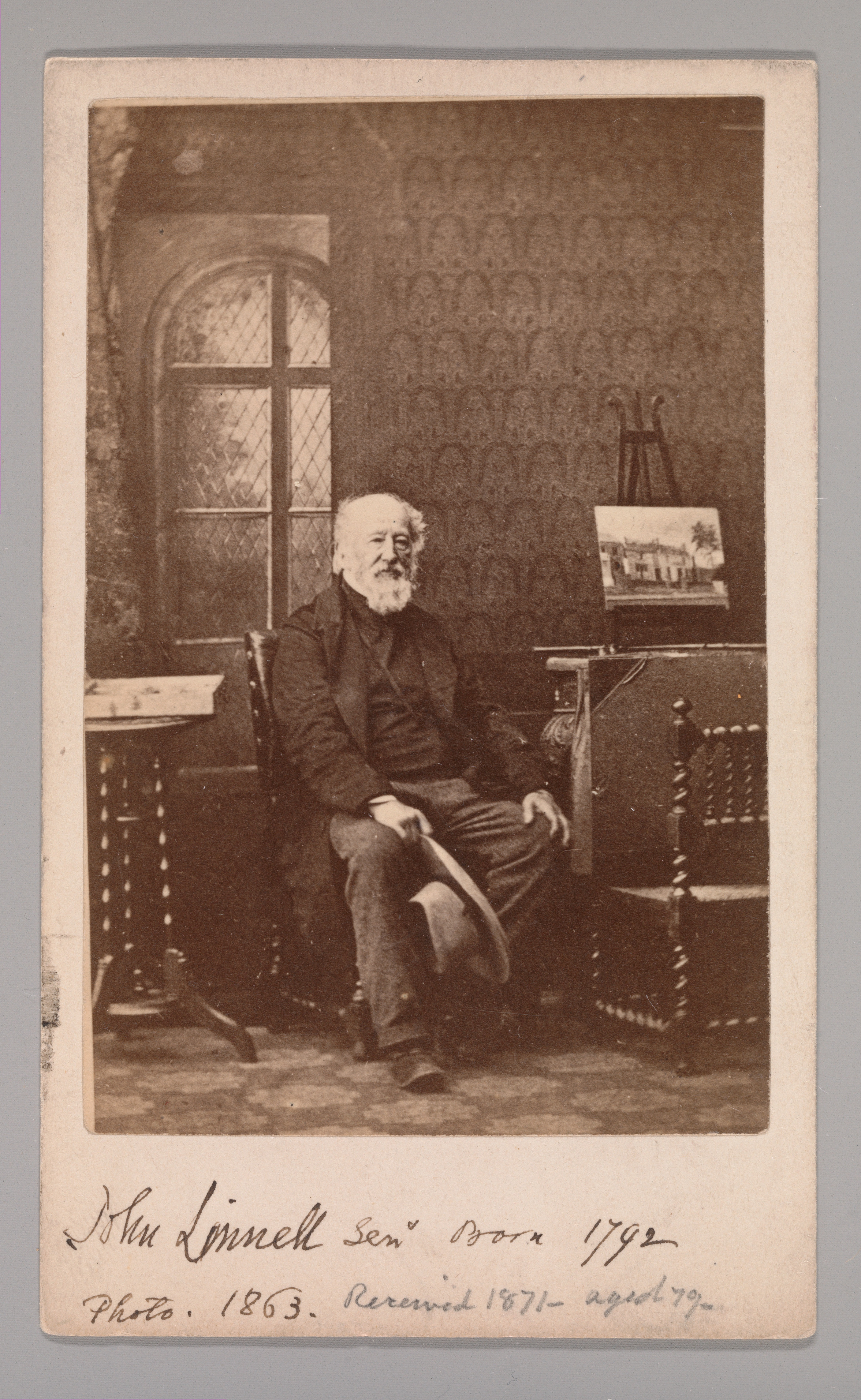
John Linnel

## Leben
Linnell war der Sohn eines Holzschnitzers und Bilderhändlers und Rahmenmachers James Linnell und dessen Frau Mary Susanna. Er hatte auch einen Onkel, John Linnell († 1796), der Möbelbauer war. Bereits mit zehn Jahren zeichnete er Porträts mit Bleistift und Kreide und besuchte die Auktionsräume von Christie’s, um dort Skizzen der dort ausgestellten Werken anzufertigen. Fertigte zunächst Kopien nach George Morland (1763–1804) für seinen Vater. 1805 trat er in die Schulen der Royal Academy of Arts ein, war ein Schüler des Malers John Varley (1778–1842) und lernte bei diesem William Henry Hunt kennen. Gemeinsam unternahmen sie Ausflüge in die nähere Umgebung von London, wo beide Skizzen anfertigten. 
Linnell malte seit seinem 15. Lebensjahr an Landschaften, zwischen 1824 und 1838 jedoch auch eine große Anzahl Porträtbildnisse und verlegte sich dann wieder auf die Darstellung von Landschaften. Mit einem weiteren Mitschüler, William Mulready, teilte er sich später ein Zimmer. Zwischen 1805 und 1809 fertigte er Skizzen in Ölfarben am Ufer der Themse an. Er gehörte zu den jungen Künstlern, die von dem Arzt und Kunstsammler Thomas Monro unterstützt wurden. 1807 erhielt er eine Medaille für eine Szene aus dem Leben nahm mit dem Bild Study from Nature, View near Reading an der Ausstellung der Akademie teil. Im Jahr 1809 hielt er sich mit Hunt in Hastings auf und gewann mit seinem Werk Removing Timber einen mit 50 Guineas dotierten Preis der British Institution. 1810 nahm er mit dem in Hastings entstandenen Bild Fishermen waiting for the Return of the Ferryboat und 1811 mit The Ducking: a Scene from Nature an der Ausstellung der Royal Academy teil. Er arbeitete für Thomas Monro und war von 1813 bis 1820 Mitglied der Old Water-Colour Society. 1818 wurde er von George Cumberland jr. Benjamin West vorgestellt. 
1818 traf Linnell erstmals den Maler und Dichter William Blake. Zwischen beiden entstand bald eine tiefe, anhaltende Freundschaft. Linnell unterstützte Blake finanziell und durch Auftragsarbeiten. 1824 machte Linnell Blake mit dem Maler Samuel Palmer bekannt und durch diesen mit einer Gruppe von jungen Malern, die sich The Ancients nannten, und die Blakes Werk hohe Wertschätzung entgegenbrachten.
Von der Nachahmung Thomas Gainsboroughs ausgehend, gelangte er schließlich zu voller Originalität. Linnell legte das Hauptgewicht auf den Himmel, die Wolken und das Spiel des Lichts; seine Gemälde verbinden Anmut und naturgetreue Auffassung mit trefflicher Behandlung. Das South Kensington-Museum besitzt ein Gemälde von einer Wiese mit Blumen pflückenden Mädchen, die Nationalgalerie die Bilder Holzschläger und Die Windmühle. Er gab seinen späteren Bilder eine eher poetischen Note und arbeitete bis 1847 überwiegend als Porträtmaler und Miniaturist und danach wieder als Landschaftsmaler. Linnell wurde nie in die Royal Academy aufgenommen. Bereits 1812 war er Baptist geworden und in den letzten dreißig Jahre wurde sein Leben von religiösem Fanatismus bestimmt.
Linnell war 1812 Mitbegründer der „Society for Painters in Oil- and Water-Colours“. Im Jahr 1855 gewann er mit seinem Bild A Forest Road eine goldene Medaille auf der Weltausstellung in Paris.

## Werkauswahl

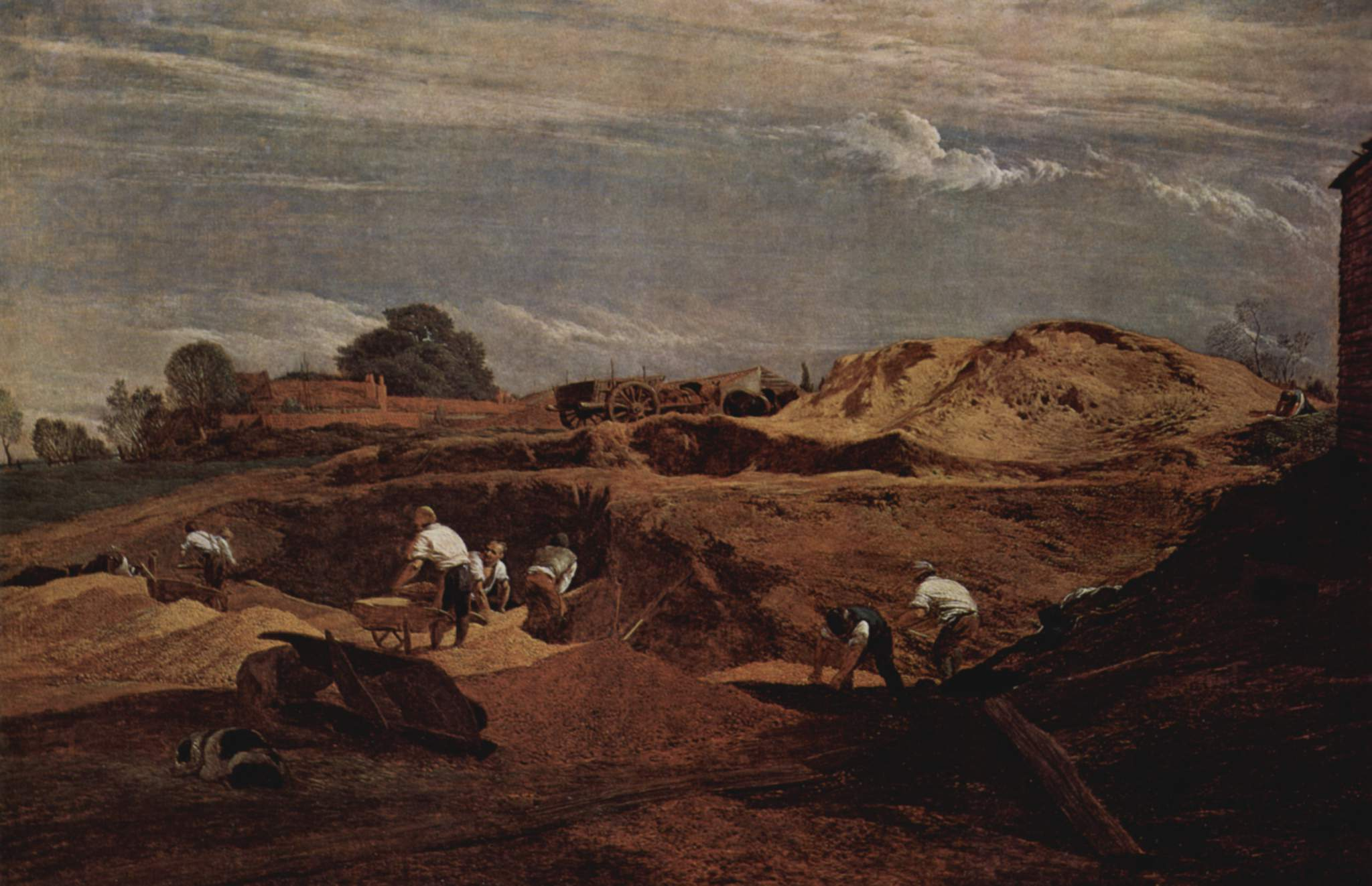
Kiesgruben von Kensington

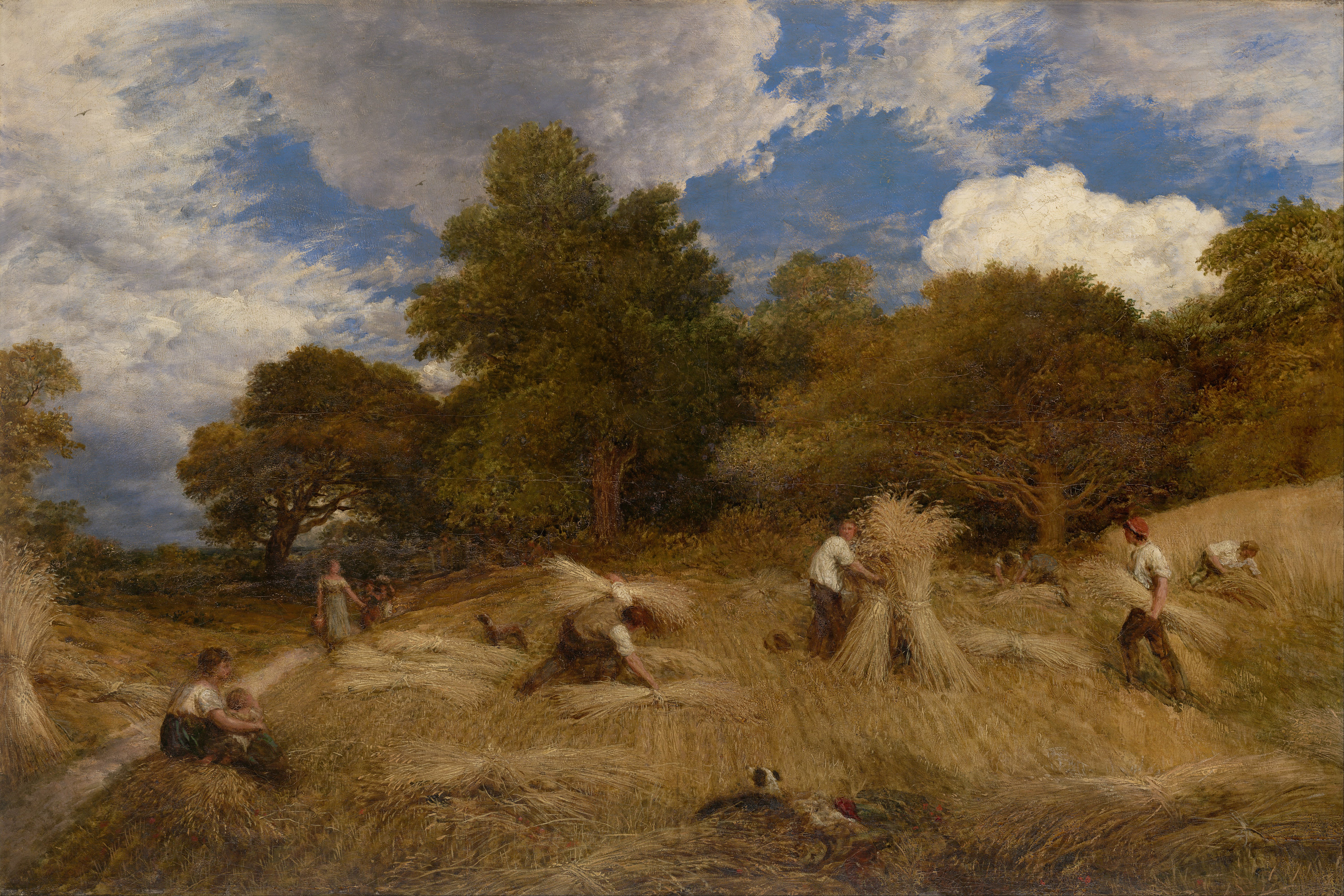
Weizen (1860)

- Mittagsrast, 1865, Leinwand, 93 × 138 cm.
- Richard Trevithick, 1816, Leinwand, 64 × 53 cm.
- Sandgrube von Kensington, um 1812, Leinwand, 71 × 107 cm.
- Schafherde, 1863, Leinwand, 71 × 100 cm.
- Selbstbildnis, um 1852, Leinwand, 89 × 69 cm.
- Sir Robert Peel, 1838, Leinwand, 45 × 37 cm.
- Weizen, 1860, Leinwand, 94 × 140 cm.
- William Mulready, 1833, Leinwand, 32 × 25 cm.

Schriften
- Burnt-Offering not in the Hebrew Bible. E. Allen, London 1864 (Dargestellt durch eine überarbeitete Version des ersten Teils von Levitikus Kapitel Chap. I–IV.)
- The Royal Academy; a National Institution. J. Brackett, Red Hill 1869.

## Familie
Linnell heiratete 1817 seine erste Frau Mary Ann (geborene Palmer), einer Tochter des Baptisten Thomas Palmer, in zweiter Ehe war er mit Mary Anne (geborene Budden, † 1886) verheiratet, er hatte neun Kinder:
- Hannah Emma Linnell (1818–1893) ⚭ 1837 mit dem Aquarell- und Landschaftsmaler Samuel Palmer. Der Schriftsteller Alfred Herbert Palmer (1853–1932) war ihr Sohn.
- Elizabeth Ann Linnell (1820–)
- John Linnell jr. (1821–), Blumenmaler
- James Thomas Linnell (1823–26. November 1905), Maler[4]
- William Linnell (1826–1906), Landschaftsmaler[5]
- Mary Ann Linnell (29. Juni 1828–7. April 1883), Blumenmalerin
- Sarah Linnell (1830–?)
- Thomas George Linnell (1834), Landschaftsmaler und Phoebe Linnell (1834) Zwillinge